# Destalinizacja
Destalinizacja – proces zapoczątkowany przez Nikitę Chruszczowa odczytaniem referatu na XX zjeździe KC KPZR 25 lutego 1956 roku, mający na celu porzucenie wprowadzonego przez Józefa Stalina kultu jednostki. Termin określa także zmiany w polityce ZSRR spowodowane tzw. odwilżą polityczną po śmierci Stalina. Destalinizacja zakładała odejście od masowego terroru. W efekcie wydarzeń mających miejsce w ZSRR w polityce wewnętrznej PRL nastąpiła tzw. odwilż gomułkowska.

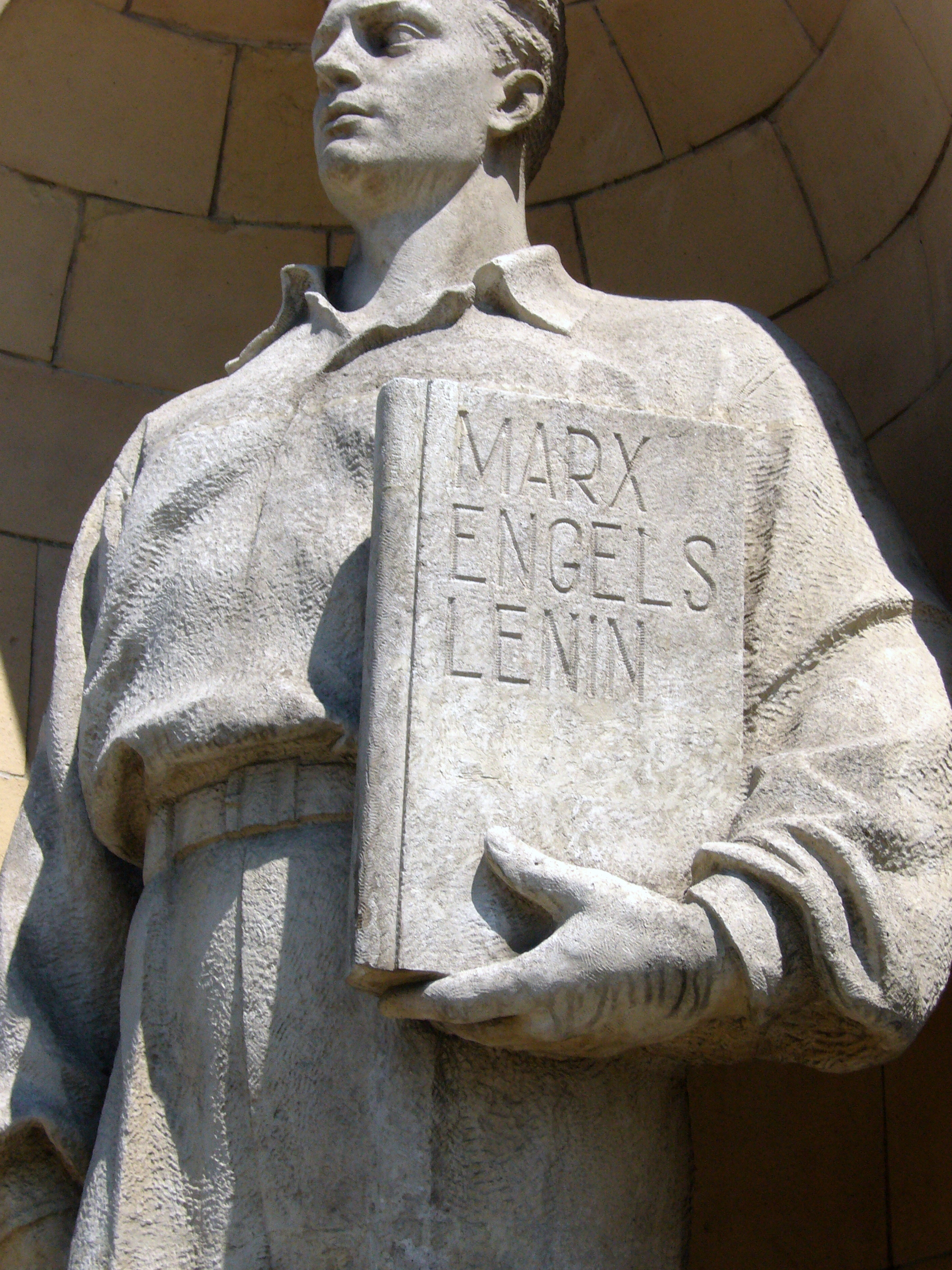
Z socrealistycznej rzeźby na fasadzie PKiN usunięto nazwisko Stalina.
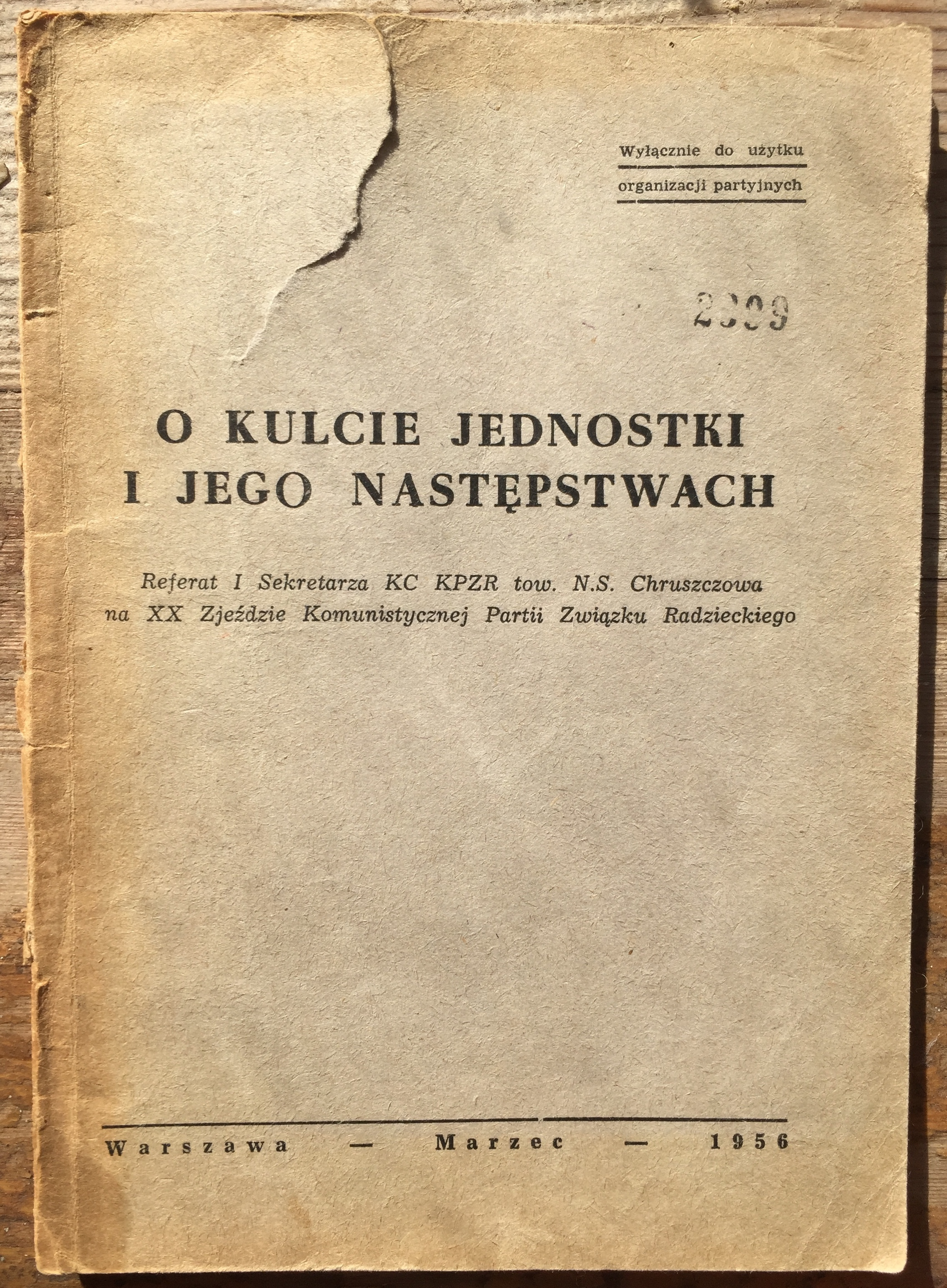
O kulcie jednostki i jego następstwach (Warszawa, 1956)[a]